# تالاگاهادیولا
تالاگاهادیولا (به لاتین: Talagahadiwela) یک منطقهٔ مسکونی در سری‌لانکا است که در استان جنوبی (سری‌لانکا) واقع شده‌است.